# Arbérats-Sillègue
Arbérats-Sillègue – miejscowość i gmina we Francji, w regionie Nowa Akwitania, w departamencie Pireneje Atlantyckie.
Według danych na rok 1990 gminę zamieszkiwały 222 osoby, a gęstość zaludnienia wynosiła 42 osób/km² (wśród 2290 gmin Akwitanii Arbérats-Sillègue plasuje się na 955. miejscu pod względem liczby ludności, natomiast pod względem powierzchni na miejscu 1409.).
| 1901 | 1962 | 1968 | 1975 | 1982 | 1990 | 1999 |
| ---- | ---- | ---- | ---- | ---- | ---- | ---- |
| 242  | 184  | 175  | 177  | 198  | 222  | 270  |